# Шанський Андрій Миколайович
Андрі́й Микола́йович Ша́нський (27 червня 1979, Мирне, Донецька область — 5 вересня 2014, Тельманове, Тельманівський район, Донецька область, Україна) — майор (посмертно) Національної гвардії України, учасник російсько-української війни.

## Життєпис
Народився 27 червня 1979 року в селищі міського типу Мирному Тельманівського району Донецькій області (у пологовому будинку села Гранітного — яке згодом перебувало на «лінії розмежування»). У родині офіцера внутрішніх військ МВС.
У грудні 1982 року родина переїхала до нового місця служби батька — міста Коростеня Житомирської області.
1 вересня 1986 року пішов у перший клас Коростенської загальноосвітньої школи № 7. 1991 року разом з родиною переїхав у Чернігів, до нового місця служби батька.
У 1991—1994 роках навчався в Чернігівській загальноосвітній школі № 12, активно займався спортом, тренуючись у боксерській школі та у секції веслування на байдарках та каное місцевої ДЮСШ, проте улюбленим його заняттям був гурток юннатів.
1994 року вступив до Малинського лісотехнічного технікуму, що на Житомирщині. 28 лютого 1998 року він закінчив навчання і був направлений на роботу у Чернігівський держлісгосп — єгерем у Красилівське лісництво (с. Красне).
Влітку 1998 року Андрій вступив на заочне навчання (одразу на третій курс) до Львівського державного лісотехнічного університету, на факультет з підготовки інженерів лісового господарства. Під час навчання працював майстром, у подальшому — помічником лісничого Славутицького лісництва. В червні 2002 року закінчив університет, а 10 листопада того ж року — був призваний на строкову військову службу до лав внутрішніх військ МВС України, яку проходив у окремій бригаді спеціального призначення «Барс» (в/ч 3027). У листопаді 2003 року він вирішив служити у «Барсі» за контрактом. Обіймав посади інструктора — стрільця та командира розвідувальної групи розвідувальної роти.
У 2005—2006 роках проходив військову службу у складі миротворчих сил ООН у Косові (UNMIK).
З липня 2006 року, після повернення з Косова, де йому надано чергове військове звання «старший прапорщик», Андрій продовжив службу в «Барсі» на посадах командира взводу забезпечення військового стрільбища роти бойового забезпечення та заступника командира роти спеціального призначення. 20 лютого 2007 року йому надано первинне офіцерське звання — молодший лейтенант.
Взимку 2013—2014 рр., обіймаючи посаду офіцера штабу бригади, брав участь у охороні громадського порядку під час подій Революції Гідності.
У середині квітня 2014 року виїжджає у відрядження до Донецька у складі зведеного загону Північного оперативно-територіального командування Національної гвардії України.
У червні був переведений з рідної бригади до Північного територіального командування НГУ, де обійняв посаду старшого офіцера відділення організації служби з охорони громадського порядку.
31 серпня у складі зведеного загону ОТО виїхав на Донбас. У Маріуполі підрозділ отримав завдання і вони вирушили повз місто Волноваху, через села Старогнатовку, Нову Ласпу, Гранітне — у бік селища Тельманового.
Подолавши наполовину підірваний міст через річку Кальміус, підрозділ НГУ вирушив до Тельманового. На підступах до селища, близько 16:00 5 вересня 2014 року колона авто- та бронетехніки потрапила під зосереджений вогонь з двох боків. Разом з Андрієм у тому бою загинули Олександр Звінник, Петро Лавріненко, Юрій Спащенко, Микола Кобринюк.
Похований у Чернігові 9 вересня 2014 року.
По смерті залишились батько Микола Шанський, мама Раїса Олесандрівна, дружина, старший брат.

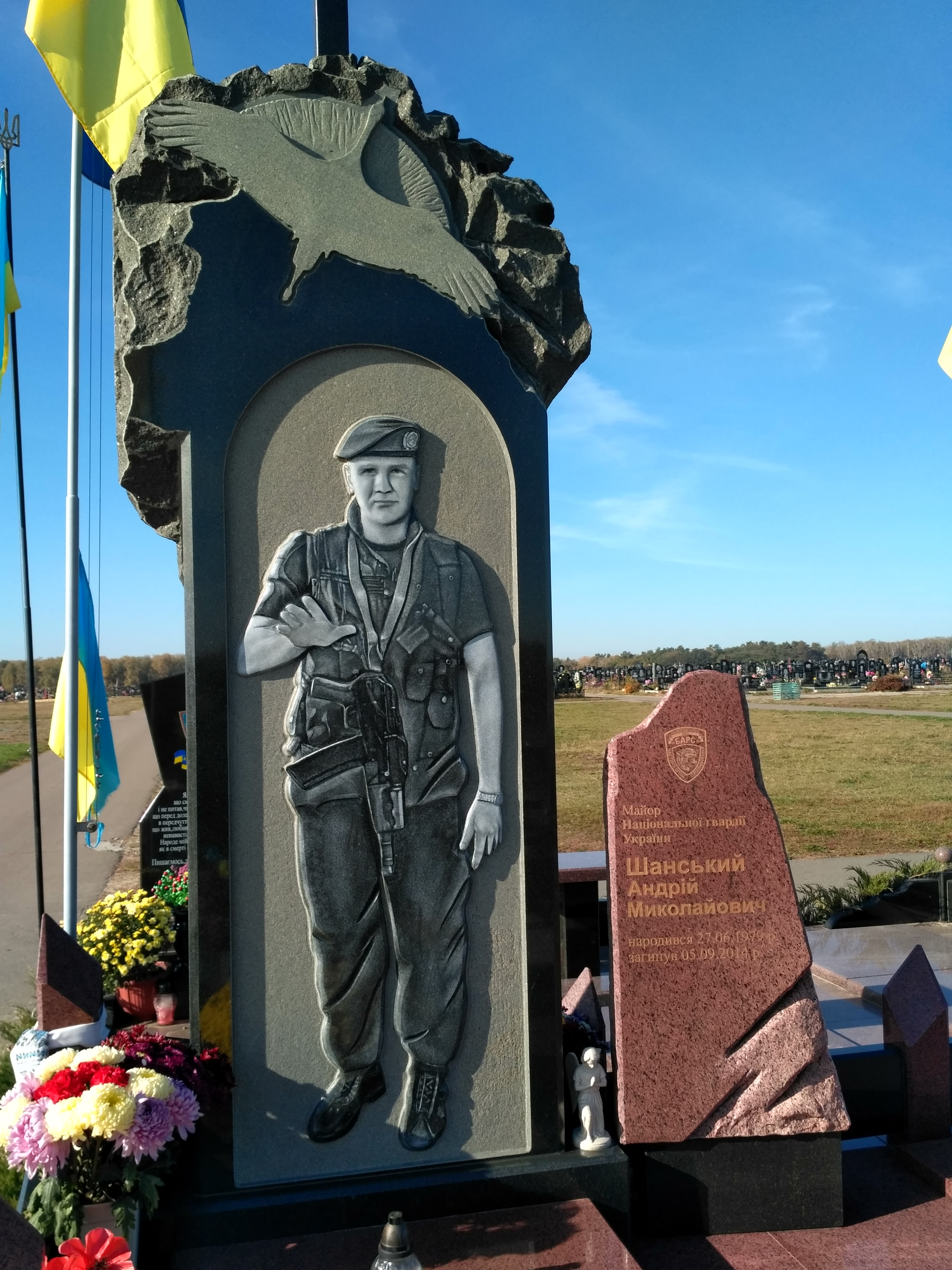
Могила Андрія Шанського. Кладовище Яцево. Жовтень 2018

## Нагороди та вшанування
- Указом Президента України № 838/2014 від 31 жовтня 2014 року, «за особисту мужність і героїзм, виявлені у захисті державного суверенітету та територіальної цілісності України, вірність військовій присязі», нагороджений орденом «За мужність» III ступеня (посмертно)[1].
- В грудні 2014 року встановлено меморіальну дошку пам'яті капітана Шанського — на приміщенні ЗОШ І-ІІІ ступенів фізико-математичного профілю № 12[2].
- Вшановується в меморіальному комплексі «Зала пам'яті», в щоденному ранковому церемоніалі 5 вересня[3][4].
- Його портрет розміщений на меморіалі «Стіна пам'яті полеглих за Україну» у Києві: секція 4, ряд 3, місце 14